# 一新会 (自民党)

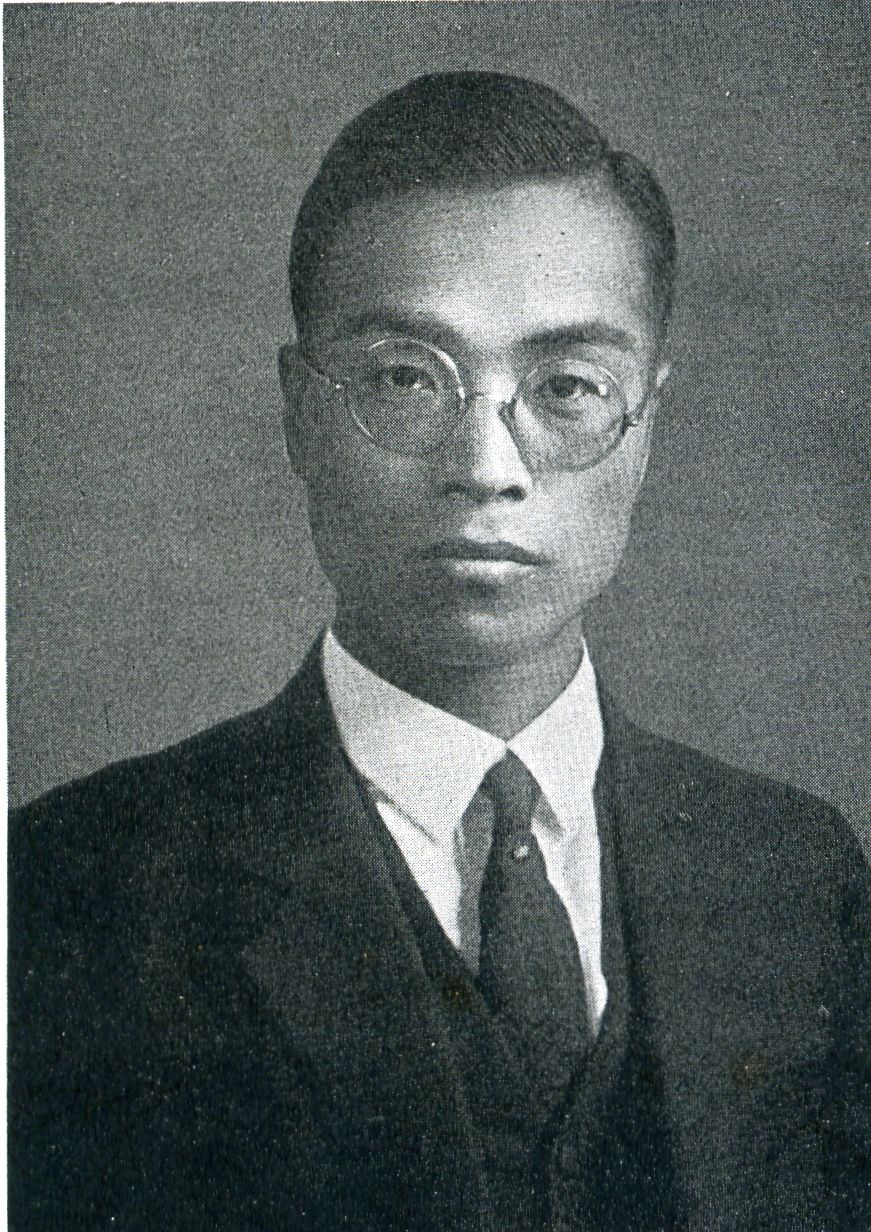
派閥領袖の船田中

一新会（いっしんかい）は自由民主党の派閥。通称は船田派→福田グループ。

## 概要
大野伴睦の派閥である睦政会が大野の死後の1965年8月に分裂する形で村上勇による派閥である一陽会（村上派）に対抗する形で船田中が派閥を創設したのが始まりである。分裂後の村上派と船田派は佐藤政権下では小派閥の悲哀をかこち、しばしば再統一の話し合いが持たれたが実現しなかった。1963年から1965年にかけて領袖の船田が衆議院議長を務めた。
1971年になって大野派から分裂していた村上派は船田派に属して自民党政調会長や大蔵大臣などを歴任していた水田三喜男を将来の総理総裁候補にしようとし、船田派に属していた水田も派閥の論理を超えて何度も重要ポストに就いたため船田派での居心地が悪かったことで、両者の思惑が一致して、1971年12月27日に水田を会長とする巽会が結成され、船田派から水田、中川一郎、中山正暉、青木正久が離脱した。1976年の三木おろしでは船田派として反三木派の挙党協に参加した。1977年11月から1978年12月にかけて領袖の船田が自由民主党副総裁を務めた。
1979年春に領袖の船田が死去してからは福田一を中心とする福田グループとなりさらに大部分が田中派に移籍して消滅した。

## 所属していた国会議員一覧
- 船田中
- 福田一
- 稲村利幸
- 内海英男
- 中山マサ
- 葉梨信行
- 原健三郎
- 船田元
- 山崎竜男
- 渡辺栄一

### 巽会へ移籍
- 水田三喜男
- 青木正久
- 中川一郎
- 中山正暉